# دنیلو فرناندو آولار
دنیلو فرناندو آولار (پرتغالی: Danilo Fernando Avelar؛ زادهٔ ۲۰ مارس ۱۹۸۷) بازیکن فوتبال اهل برزیل است.
از باشگاه‌هایی که در آن بازی کرده‌است می‌توان به کارپاتی لووف، شالکه ۰۴، کالیاری، تورینو، آمیان و کورینتیانس اشاره کرد.